# Código de Autorregulación sobre Contenidos Televisivos e Infancia
El Código de Autorregulación sobre Contenidos Televisivos e Infancia es un acuerdo suscrito el 9 de diciembre de 2004 entre el Gobierno de España y los principales canales de televisión: TVE, Antena 3, Cuatro, Telecinco, La Sexta y la FORTA. Su intención es «garantizar el respeto a los derechos fundamentales de los menores que participen en la programación televisiva».
El documento establece unas franjas horarias en las que se prohíben los contenidos no recomendados. Entre otros son considerados no recomendados los de carácter violento, sexual y los relativos a ocultismo o drogas. La franja de protección abarca de 6.00 a 22.00 horas. Establece además espacios «de protección reforzada» (8.00-9.00 horas y 17.00-20.00 horas de lunes a viernes y de 9.00 horas a 12.00 horas en fines de semana y festivos). 
De la misma manera, regula la presencia de los menores en la programación televisiva mediante la prohibición de, por ejemplo, emitir imágenes identificativas de menores como autores de actos ilícitos o en situaciones de crisis.

## Clasificación, señalización y emisión
El Código establece una clasificación, señalización y emisión de programas televisivos que ofrece «criterios orientadores para la clasificación de los programas televisivos en función de su grado de adecuación al público infantil y juvenil». 
Se aplicará el siguiente sistema de señalización:
1. Especialmente recomendada para la infancia.
2. Apta para todos los públicos.
3. No recomendada para menores de siete años.
4. No recomendada para menores de doce años.
5. No recomendada para menores de dieciséis años.
6. No recomendada para menores de dieciocho años.
7. Película X.

Se establece el siguiente código de señales visuales asociado a la anterior clasificación:
- Símbolo de color rosa infantil: especialmente recomendado para la infancia.
- Símbolo de color verde, dentro del cual aparecen las letras TP: para todos los públicos.
- Símbolo de color azul, dentro del cual aparece la cifra 7: no recomendado para menores de siete años.
- Símbolo de color amarillo, dentro del cual aparece la cifra 12: no recomendado para menores de doce años.
- Símbolo de color naranja, dentro del cual aparece la cifra 16: no recomendado para menores de dieciséis años.
- Símbolo de color rojo, dentro del cual aparece la cifra 18: no recomendado para menores de dieciocho años.
- Símbolo de color rojo, dentro del cual aparece la letra X: programa o película X.

## Control y seguimiento
Las televisiones adheridas al Código de Autorregulación sobre Contenidos Televisivos e Infancia deberán realizar un seguimiento estrecho de su aplicación, corrigiendo de forma inmediata los posibles incumplimientos que se detecten. Para ello se establecen dos órganos: 
Para el seguimiento y control de este código se establecen dos órganos: el Comité de Autorregulación y la Comisión Mixta de Seguimiento.